# Cyphostemma dembianense
Cyphostemma dembianense är en vinväxtart som först beskrevs av Emilio Chiovenda, och fick sitt nu gällande namn av K. Vollesen. Cyphostemma dembianense ingår i släktet Cyphostemma och familjen vinväxter. Inga underarter finns listade i Catalogue of Life.